# Прусс, Валерий Валентинович
Валерий Валентинович Прусс (укр. Валерій Валентинович Прусс; род. 9 января 1956, Винница) — украинский актёр. Народный артист Украины (2006).

## Биография
Валерий Валентинович родился 9 января 1956 года в Виннице.
Окончив школу в 1973 году, поступил в Киевский институт театрального искусства им. И. К. Карпенко-Карого, который закончил в 1977 году. После окончания института переехал в Донецк, где по распределению работал артистом в Донецком театре музыкальной комедии и драмы им. Артёма. А с 1979 года, вернувшись в Винницу, служит в Винницком музыкально-драматическом театре имени Н. Садовского.

## Признание и награды
- В 1996 году получил звание Заслуженного артиста Украины. А в 2006 году указом Президента Украины Виктора Ющенко, Валерию Пруссу присвоено звание Народного артиста Украины.
- Юбилейная медаль «25 лет независимости Украины» (2016).

## Роли в театре
Валерий Прусс является ведущим артистом Винницкого Областного Украинского Академического Музыкально-Драматического Театра им. Садовского. Зрители хорошо знают его за ролями в спектаклях:
- Наполеон — «Баядера»,
- Палач — «Мораль пани Дульской»,

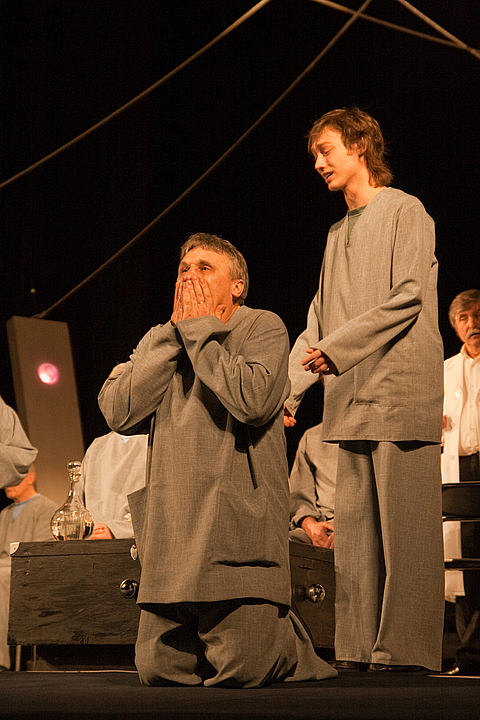
Полёт над гнездом кукушки. Сцена с спектакля. Дейл Гардинг — нар. арт. Украины В. Прусс, Билли Биббит — Арт. Р. Хегай-Семёнов

- Бред — «Дорогая Памела» (Дж. Патрика),
- Палач — «Вторая смерть Жанны д’Арк» (С.Цанева). Реж. — Т. Славинская,
- Герострат — «Забыть Герострата» (Г. Горина). Реж. — В. Шалыга,
- Судья — «Маруся Чурай» (Л. Костенко). Реж. — В. Селезнёв,
- Ассо — «Ассо и Пиаф» Реж. — Т. Славинская,
- Онисим — «Любовь в стиле барокко» (Я. Стельмаха). Реж. — Т. Славинская,
- Иван Войницкий — «Дядя Ваня» (А. Чехова). Реж. — Т. Славинская,
- Антон Антонович Сквозник-Дмухановский — «Ревизор» (Н. Гоголя). Реж. — В. Селезнёв,
- Ферекис — «Нужен лгун» (Д. Псафаса). Реж. — В. Селезнёв,
- Граф Альмавива — «Безумный день, или Женитьба Фигаро» (Бомарше). Реж. — В. Селезнёв,
- Вадим — «Осенняя мелодия» (В. Селезнёва). Реж. — В. Селезнёв,
- Реб Цодек — «Хелемские мудрецы» (М. Гершензона). Реж. — В. Сикорский,
- Роберт — «Гарнир по-французски» (М. Камолетти). Реж. — Т. Славинськая,
- Дейл Гардинг — «Полет над гнездом кукушки» (К. Кизи). Реж. — В. Сикорский,
- Гаранин Виктор Александрович — «Жажда экстрима» (А. Крым). Реж. — В. Селезнёв,

и в многих других.

## Роли в кино
- «Карась» — «Возвращение Мухтара — 2»/(«Оранжевый Маврикий»),
- Борис Давидович — «За всё тебя благодарю-2»
- Иван Козин — «Брат за брата» 1 сезон, серия
- Чебушев — «Возвращение Мухтара» 7 сезон 45 серия «Бесплатный сыр»
- Директор ресторана — «Возвращение Мухтара» 5 сезон 69 серия «Проигранный муж»
- Петя — «Возвращение Мухтара» 5 сезон 16 серия «Безымянные письма»
- Волошкин — «Возвращение Мухтара» 3 сезон 89 oсерия «Супружеский долг»
- Переводчик — «За всё тебя благодарю» 2 сезон 13 серия

## Творческая деятельность
- Озвучивал одного из героев фильма «Пираты Карибского моря: Сундук мертвеца».
- Также Валерий Прусс известен украинскому телезрителю по рекламе Национальной лотереи.
- Валерий Валентинович преподает актёрское искусство в Винницком училище искусств им. Леонтовича.